# Niemann-Pickova bolezen
Niemann-Pickova bolezen je prirojena presnovna (metabolična) motnja, natančneje motnja pri presnovi sfingolipidov. Sfingomielin in drugi lipidi se kopičijo zaradi napake pri znotrajceličnem transportu holesterola z lizosomi. Večinoma se izrazi kot nevrovisceralna okvara, torej prizadene notranje organe pod nadzorom avtonomnega živčnega sistema.

## Simptomi
Simptomi bolezni so povečana jetra, vranica in bezgavke, povzroča tudi motnje pri govorjenju in žvečenju. Učinkovite terapije ni, otroci večinoma umrejo med 3. in 4. letom starosti.

## Vzrok
Glede na vzrok jo delimo v dva tipa:
- povezana z genom SMPD1 (po stari klasifikaciji tipa A in B), gen kodira encim sfingomielin fosfodiesterazo
- povezana z genoma NPC1 in NPC2 (po stari klasifikaciji tipa C in D), gen NPC1 kodira membranski receptor, NPC2 pa kodira protein, ki veže nase holesterol

Bolezen povzročajo mutacije nukleotidnega zaporedja omenjenih genov. Mutacije so avtosomalne in recesivne, torej se bolezen izrazi samo, kadar oseba nima vsaj ene funkcionalne kopije gena.

## Pri mačkah
Pri mačkah bolezen povzroča mutacija gena NPC na kromosomu 18 (18q11), ki je ortolog človeškemu genu NPC1 (isti izvor genov, loči ju speciacija). Gre za missense mutacijo in sicer za substitucijo ene baze (2864G-C). Zaradi tega pride do spremembe v aminokislinskem zaporedju proteinskega produkta, namesto cisteina se sintetizira serin (C955S), zato je protein nefunkcionalen. Klinični znaki se pokažejo pri 6-8 tednih, bolezen diagnosticirajo z jetrno biopsijo. Mačke poginejo med 12. in 43. tednom starosti.